# Marcel Sammarcelli
Marcel Sammarcelli, né le 1er septembre 1905 à Loreto-di-Casinca (Corse) et mort le 3 juillet 1978 à Suresnes, est un homme politique français.

## Détail des fonctions et des mandats
Mandat parlementaire
- 30 novembre 1958 - 9 octobre 1962 : Député de la 3e circonscription de Corse

## Décorations
- Commandeur de la Légion d'honneur
- Compagnon de la Libération par décret du 12 septembre 1945[1]
- Croix de guerre 1939–1945 (5 citations)
- Médaille de la Résistance française par décret du 6 avril 1944[2]